# فلوريد متعدد الفاينيل
فلوريد متعدد الفاينيل (أو بولي فاينيل فلوريد؛ اختصاراً PVF) هو بوليمير من البوليميرات الفلورية له الوحدة البنائية –CH2CHF)n)– وهو يصنف ضمن اللدائن الحرارية. يعرف هذا البوليمير بالاسم التجاري تيدلار Tedlar من شركة دوبونت.
يحضر PVF من بلمرة فلوريد الفاينيل بشكل مشابه لبلمرة كلوريد متعدد الفاينيل PVC.
يستخدم البوليمير بشكل رئيسي كمادة تغطية لتخفيض الاشتعالية في التجهيزات الداخلية في الطائرات، وفي تركيب مواد الألواح الضوئية الجهدية. كما يستخدم في المعاطف المطرية.

## اقرأ أيضاً
- ثنائي فلوريد متعدد الفينيليدين
- كلوريد متعدد الفاينيل